# 烏格利 (科韋利區)
51°8′14″N 25°22′43″E / 51.13722°N 25.37861°E
烏格利（烏克蘭語：Угли），是烏克蘭的村落，位於該國西部沃倫州，由科韋利區負責管轄，面積0.83平方公里，海拔高度175米，2001年人口249，人口密度每平方公里300.72人。